# Sammakkosaari (ö i Kajanaland, Kehys-Kainuu)
Sammakkosaari är en ö i Finland. Den ligger i vattendraget Korpijoki och i kommunen Puolango i den ekonomiska regionen  Kehys-Kainuu  och landskapet Kajanaland, i den centrala delen av landet, 600 km norr om huvudstaden Helsingfors. Öns area är 0,1 hektar och dess största längd är 90 meter i sydväst-nordöstlig riktning.